# بحيرة وابامون
بحيرة وابامون (تكتب أحيانًا وابومون) هي إحدى أكثر البحيرات استخدامًا في مقاطعة ألبرتا، كندا. وتقع على بُعد 65 كيلومتر (40 ميل) غرب مدينة إدمونتون، ألبرتا. ويبلغ طولها 19.2 كيلومتر (11.9 ميل) وعرضها 6.6 كيلومتر (4.1 ميل) وتغطي مساحة 82 كيلومتر مربع (32 ميل2) ويبلغ أعمق جزء فيها 11 مترًا (36 قدمًا) ومياهها صافية إلى حدٍ ما.
وتشتق اسمها من كلمة مرآة بـلغة كري.
اشتهرت وابامون بأنها أفضل بحيرة سمك أبيض في منطقة إدمونتون، كما تشتهر بـسمك الكراكي الكبير. تزور مجموعة متنوعة من الأوزيات البحيرة أثناء هجرتها وتربيتها وانسلاخها لأن الحرارة المنبعثة من محطات الطاقة في وابامون وصندانس وكيبهلز تجعل البحيرة مصدرًا للمياه المفتوحة طوال السنة. ويعيش القندس وفأر المسك في البحيرة، بينما يستوطن الهضاب المحيطة ذئاب البراري والشياهم والموظ والغزال أبيض الذيل. وتم الإبلاغ أيضًا عن رؤية أسود الجبال والذئاب والدببة. وقد أكد مكتب الحياة البرية والسمكية في ألبرتا على وجود حالات قتل الذئاب للماشية والأغنام بالقرب من بحيرة أيزل (شمال غرب بحيرة وابامون). وتوجد العديد من الشواطئ الطبيعية على طول معظم خط الساحل، ولكن النباتات النامية تعوق استخدامها. وأكثر الشواطئ المشهورة المستخدمة في السباحة هو الشاطئ الصناعي في المتنزه المحلي بخليج مون لايت، بالإضافة إلى الشاطئ الطبيعي في بلدة سيبا بيتش. وهناك العديد من الأكواخ الترفيهية على طول السواحل. وتصطف العديد من المجتمعات على طول الساحل الشمالي للبحيرة، وأكبرها هي مدينة وابامون. وقد تم التنقيب عن أحواض الفحم الغنية المحيطة بالبحيرة بواسطة شركة ترانس ألتا كورب (TransAlta) من أجل محطات الطاقة التي تشغلها والتي يتم تبريدها بمياه البحيرة.

## المجتمعات
تقع البلدة الصيفية لايك فيو وبلدة وابامون والبلدة الصيفية بوينت أليسون والقرية الصغيرة فاليس على الساحل الشمالي لبحيرة وابامون. بينما تقع البلدة الصيفية سيبا بيتش على الساحل الغربي للبحيرة، وتقع البلدة الصيفية بيتولا بيتش على الساحل الجنوبي. وتشتمل معظم الأراضي الأخرى على الساحل الجنوبي على مرافق ترانس ألتا كورب، والتي اعتادت على التنقيب عن الفحم لتوليد الطاقة. وتقع المحمية الهندية وابامون رقم 133أ مكان نشأة مجتمع بول الأول والبلدة الصيفية كاباسوين على الشاطئ الشرقي لبحيرة وابامون.

## معلومات تاريخية
ساهم إنشاء سكك حديد جراند ترانك باسيفيك بشكل كبير في إنعاش الاقتصاد المحلي. وقد استخدمت مصايد الأسماك السكك الحديدية في نقل الأسماك بواسطة شاحنة مغلقة مسافات طويلة حتى مدينة نيويورك. وتضم مدينة سيبا بيتش على الجانب الغربي للبحيرة مصنع تعليب السمك الأبيض، ولكنه أوصد أبوابه في النهاية وما زال المبنى الخالي موجودًا في البلدة. وشجعت السكك الحديدية السائحين على زيارة البلدة في فصل الصيف قادمين من مدينة إدمونتون. وفي الشتاء، تم تقطيع الثلج لتزويد عربات التبريد في السكك الحديدية به. وتم نقل الفحم لمحطة توليد الطاقة في مدينة إدمونتون، ثم استخدم لاحقًا في العديد من محطات الطاقة الواقعة على ساحل بحيرة وابامون.

### الضرر البيئي
تسبب الاستغلال المكثف لموارد البحيرة وتدمير البيئة في حدوث انخفاض ملحوظ في إنتاج الأسماك، وبالتالي توقفت العمليات التجارية وأصبح الصيد الترفيهي يقتصر حاليًا على عمليات الصيد وإطلاق الطرائد. وعلى مدار سنوات، أدت أنشطة البناء على الحوض المائي إلى انخفاض مستويات المياه. واعتبرت مستويات المعادن الثقيلة (الألومنيوم والكروم والزرنيخ والنحاس) المتحللة في الماء نتيجة حرق الفحم مقبولة، ولكن وجد أن مستويات المعادن في الرواسب والزئبق بأسماك الكراكي الأكبر حجمًا تتجاوز الحد المقبول. واستجابت شركة ترانس ألتا كورب لهذا الخطر باتخاذ إجراءات تهدف لتقليل التلوث المعدني والحراري، كما تخطط لوقف تشغيل محطات الطاقة الخاصة بها. ونتيجة التسرب النفطي من السكك الحديدية الكندية الوطنية، فلا يوصى بتناول أسماك البحيرة. كذلك، لم تتم مشاهدة أسماك الجاحظ في البحيرة منذ منتصف تسعينيات القرن العشرين. لم تكن بحيرة وابامون الموطن الأصلي لأسماك الجاحظ، لذلك وبعد حوالي 15 عامًا من تنمية الرصيد السمكي، فقد تعرض مخزون أسماك الجاحظ للموت أو الصيد. ولم تتكاثر مطلقًا في بحيرة وابامون، لذا انخفضت أعدادها بالرغم من زيادة أحجامها كل عام بعد تنمية الرصيد السمكي.
ومنذ أبريل عام 2010، أغلقت شركة ترانس ألتا كورب محطة الطاقة الأخيرة (وحدة وابامون 4) التي استخدمت البحيرة من أجل مياهها الباردة. ولم تعد تستخدم الشركة البحيرة في أي من عملياتها.